# José Enrique Badal Pons
José Enrique Badal Pons (Castelló, Ribera Alta, 15 de gener de 1957) és un exfutbolista valencià.
Format al planter del València, va ser cedit al Catarroja la temporada 1980-81, on va destacar. Fou convocat a la gira sudamericana del 81, però una lesió li ho va impedir. Aquell estiu debuta amb el primer equip en un amistós, però la temporada la fa al CD Mestalla, lesionant-se novament en la primera jornada. Estaria al filial valencianista fins a l'any 1982, quan fitxa pel CD Alcoyano.
La temporada 1985-86 va jugar al Llevant UE, on tot i destacar per la seua tècnica, no va fer cap gol.